# ساوث غلن فالس (نيويورك)
ساوث غلن فالس (بالإنجليزية: South Glens Falls, New York)‏ هي منطقة سكنية تقع في الولايات المتحدة في مقاطعة ساراتوغا، نيويورك. يقدر عدد سكانها بـ 3,368 نسمة ومساحتها 3.9 كم2 وترتفع عن سطح البحر 105 متر.

## التركيبة السكانية
حدّد مكتب تعداد الولايات المتحدة بيانات التركيبة السكانية لساوث غلن فالس في تعداد الولايات المتحدة. في ما يلي، التركيبة السكانية حسب تعدادي 2000 و2010.

### تعداد عام 2000
بلغ عدد سكان ساوث غلن فالس 3,368 نسمة بحسب تعداد عام 2000، وبلغ عدد الأسر 1,523 أسرة وعدد العائلات 851 عائلة مقيمة في القرية. في حين سجلت الكثافة السكانية 872.5 نسمة لكل كيلومتر مربع (2,259.8/ميل2). وبلغ عدد الوحدات السكنية 1,616 وحدة بمتوسط كثافة قدره 418.7 لكل كيلومتر مربع (1,084.4/ميل2).
وتوزع التركيب العرقي للقرية بنسبة 98.52% من البيض و0.68% من الأمريكيين الأفارقة و0.09% من الأمريكيين الأصليين و0.15% من الأمريكيين ذوي الأصول الآسيوية و0.12% من الأعراق الأخرى و0.45% من عرقين مختلطين أو أكثر و0.62% من الهسبانيون أو اللاتينيون من أي عرق.
بلغ عدد الأسر 1,523 أسرة كانت نسبة 27.1% منها لديها أطفال تحت سن الثامنة عشر تعيش معهم، وبلغت نسبة الأزواج القاطنين مع بعضهم البعض 40.9% من أصل المجموع الكلي للأسر، ونسبة 12.1% من الأسر كان لديها معيلات من الإناث دون وجود شريك، بينما كانت نسبة 2.8% من الأسر لديها معيلون من الذكور دون وجود شريكة وكانت نسبة 44.1% من غير العائلات. تألفت نسبة 36.6% من أصل جميع الأسر من عدة أفراد يعيشون في نفس المنزل ونسبة 17.3% كانت تتألف من شخص يعيش بمفرده يبلغ من العمر 65 عاماً أو أكثر. وبلغ متوسط حجم الأسرة المعيشية 2.20، أما متوسط حجم العائلات فبلغ 2.90.
بلغ العمر الوسطي للسكان 38.1 عاماً. وكانت نسبة 21.7% من القاطنين تحت سن الثامنة عشر، وكانت نسبة 8.3% بين الثامنة عشر والرابعة والعشرين عاماً، ونسبة 30.3% كانت واقعةً في الفئة العمرية ما بين الخامسة والعشرين والرابعة والأربعين عاماً، ونسبة 21.6% كانت ما بين الخامسة والأربعين والرابعة والستين، ونسبة 17.7% كانت ضمن فئة الخامسة والستين عاماً فما فوق. يوجد لكل 100 أنثى 87.0 ذكر، ويوجد لكل 100 أنثى في الثامنة عشر من عمرها فما فوق 84.8 ذكر.
بلغ متوسط دخل الأسرة في القرية 31,623 دولارًا، أما متوسط دخل العائلة فبلغ 41,694 دولارًا. وكان متوسط دخل الذكور 31,757 دولارًا مقابل 24,046 دولارًا للإناث. وسجل دخل الفرد الخاص بالقرية 17,260 دولارًا. وكانت نسبة 8.3% من العائلات ونسبة 10.6% من السكان تحت خط الفقر، وكان من هؤلاء نسبة 14.3% تحت سن الثامنة عشر ونسبة 13% في الخامسة والستين من العمر وما فوق.

### تعداد عام 2010
بلغ عدد سكان ساوث غلن فالس 3,518 نسمة بحسب تعداد عام 2010، وبلغ عدد الأسر 1,600 أسرة وعدد العائلات 872 عائلة مقيمة في القرية. في حين سجلت الكثافة السكانية 911.4 نسمة لكل كيلومتر مربع (2,360.5/ميل2). وبلغ عدد الوحدات السكنية 1,691 وحدة بمتوسط كثافة قدره 438.1 لكل كيلومتر مربع (1,134.7/ميل2).
وتوزع التركيب العرقي للقرية بنسبة 97.07% من البيض و0.97% من الأمريكيين الأفارقة و0.14% من الأمريكيين الأصليين و0.48% من الأمريكيين ذوي الأصول الآسيوية و0.43% من الأعراق الأخرى و0.91% من عرقين مختلطين أو أكثر و1.96% من الهسبانيون أو اللاتينيون من أي عرق.
بلغ عدد الأسر 1,600 أسرة كانت نسبة 26.4% منها لديها أطفال تحت سن الثامنة عشر تعيش معهم، وبلغت نسبة الأزواج القاطنين مع بعضهم البعض 36.8% من أصل المجموع الكلي للأسر، ونسبة 12.5% من الأسر كان لديها معيلات من الإناث دون وجود شريك، بينما كانت نسبة 5.2% من الأسر لديها معيلون من الذكور دون وجود شريكة وكانت نسبة 45.5% من غير العائلات. تألفت نسبة 36.6% من أصل جميع الأسر من عدة أفراد يعيشون في نفس المنزل ونسبة 15.2% كانت تتألف من شخص يعيش بمفرده يبلغ من العمر 65 عاماً أو أكثر. وبلغ متوسط حجم الأسرة المعيشية 2.19، أما متوسط حجم العائلات فبلغ 2.88.
بلغ العمر الوسطي للسكان 40.4 عاماً. وكانت نسبة 21% من القاطنين تحت سن الثامنة عشر، وكانت نسبة 7.9% بين الثامنة عشر والرابعة والعشرين عاماً، ونسبة 27.9% كانت واقعةً في الفئة العمرية ما بين الخامسة والعشرين والرابعة والأربعين عاماً، ونسبة 27.3% كانت ما بين الخامسة والأربعين والرابعة والستين، ونسبة 15.9% كانت ضمن فئة الخامسة والستين عاماً فما فوق. وتوزع التركيب الجنسي للسكان بنسبة 47.4% ذكور و52.6% إناث.